# Люксембуржцы в США
Люксембуржские американцы — это граждане США люксембургского происхождения. Согласно переписи 2000 года, в США проживало 45 139 человек полного или частичного люксембургского происхождения.
Люксембуржские американцы в подавляющем большинстве сосредоточены на Среднем Западе, начав оседать там ещё в XIX веке. Согласно переписи 2000 года штаты с самым большим населением люксембургского происхождения: Иллинойс (6963), Висконсин (6580), Миннесота (5867), Айова (5624), Калифорния (2824).

## Известные люди
- Эминем (р. 1972) — рэпер, продюсер и актёр.
- Крис Эверт (р. 1954) — теннисистка, обладательница 21 титула на турнирах Большого Шлема.
- Ред Фейбер[англ.] (1888—1976) — бейсболист, включён в Зал славы бейсбола.
- Хьюго Гернсбек (1884—1967) — изобретатель, бизнесмен, писатель-фантаст, редактор и издатель.
- Деннис Хастерт (1942) — политик-республиканец, бывший спикер Палаты представителей США.
- Пол Хастинг (1866—1917) — политик-демократ, бывший сенатор США от штата Висконсин.
- Пол Лотербур (1929—2007) — химик, лауреат Нобелевской премии в области медицины 2003.
- Эдвард Стайхен (1879—1973) — фотограф, художник, куратор художественных галерей и музеев.
- Лоретта Янг (1913—2000) — актриса, обладательница премии «Оскар» за лучшую женскую роль (1947).